# Leopoldo de Trazegnies Granda
Leopoldo De Trazegnies Granda (Lima, 12 de marzo de 1941) es un escritor, poeta, novelista e historiador peruano. Vivió su niñez y juventud en el distrito de Miraflores. Actualmente radica en Sevilla, España.

## Biografía

### Orígenes familiares
Es el tercer hijo del matrimonio de Ferdinand De Trazegnies y Maeck, diplomático belga, fundador del Instituto Peruano de Investigaciones Genealógicas y Caballero de la Orden de Malta, con Rosa Granda Vásquez de Velasco, dama limeña descendiente de la antigua nobleza del Perú, ostentó los títulos de marquesa de Torrebermeja y condesa de las Lagunas. Nació en la Maternidad de Lima. 
Su hermano mayor Fernando de Trazegnies, marqués de Torrebermeja y Conde de las Lagunas, es jurista y fue Ministro de Relaciones Exteriores del Perú, logrando firmar la paz definitiva con Ecuador después de 180 años de conflictos y guerras, así como terminar con las secuelas jurídicas de la Guerra del Pacífico que, desde el siglo XIX, producían rozamientos entre Chile y el Perú. Estuvo casado con Ana Teresa Thorne León, hija del banquero peruano Rollin Thorne Sologuren y hermana del ex ministro de Defensa Jaime Thorne León. Luego de la muerte de su primera esposa, contrajo matrimonio con Milagros Álvarez-Calderón Larco, nieta del historiador peruano Rafael Larco Hoyle.
Su segundo hermano Carlos de Trazegnies Granda se dedica a la vida empresarial.

### Sus estudios
Estudia kindergaten en una escuelita de Miraflores regentada por dos ancianas alemanas. 
Realiza sus estudios de educación primaria y secundaria en el Colegio de la Inmaculada perteneciente a la promoción 1957. 
En el año 1958 decide viajar a España con la finalidad de estudiar derecho. Ingresa a la Universidad de El Escorial, donde estudia hasta 1959. Pasa luego a la Universidad Hispalense de Sevilla, donde estudia un año. En el año 1961 se matricula en la Universidad Complutense de Madrid donde estudia durante cinco años.

### Su primera estadía en España
Mientras estudiaba en la Universidad de El Escorial colabora con la revista Nueva Etapa, de la Universidad con poemas y cuentos. En el año 1962 hace su primera publicación de poesía En un diminuto mar del infinito, lo que da comienzo a entablar amistad con poetas españoles. Al mismo tiempo colabora con la Revista "Familia Española" con relatos y poemas. En ese entonces conoce a la novelista Elena Quiroga quién le ayuda a introducirlo a algunos medios literarios en uno de los cuales conoce al Premio Nobel de Literatura (1977), Vicente Aleixandre quién le invita a su casa de Velingtonia, 3, de Madrid, para hablar sobre poesía. Asimismo, tuvo la oportunidad en su vida estudiantil de conocer al dramaturgo peruano Felipe Sassone. 
En el año 1961 el Diario Expreso lo nombra corresponsal en España. Desde el año 1962 a raíz de un artículo publicado en dicho Diario, en donde cuestionaba la legalidad del nombramiento del general Agustín Muñoz Grandes como vicepresidente del gobierno de la dictadura de Francisco Franco, sus actividades son investigadas por la policía. Aunque nunca fue detenido, al poco tiempo de casarse, en 1966 decide, de acuerdo con su esposa, emigrar a Francia. Trabaja en el departamento de relaciones con América Latina de la OCDE en París. Luego viaja a Bruselas para trabajar en la Comisión Internacional de Emigraciones Europeas hasta 1968, decidiendo volver a Lima en este mismo año.

### Su regreso a Lima y vuelta a España
Permanece en Lima cinco años. Durante este lapso trabaja en diferentes empresas multinacionales de informática. Es en esta época que publica su libro de poesía De las casas que nos poseyeron y que fuimos abandonando en 1972 con el cual obtiene Mención Honrosa en la II Bienal de Poesía, en Panamá. En este tiempo conoce al poeta César Calvo al que le unía una gran amistad con su tía, la compositora Chabuca Granda prima hermana de su señora madre.
Vuelve a España en 1973 estableciéndose durante dos años en Las Hurdes de Extremadura donde adquiere una compenetración de la vida rural que le ayuda en su inspiración de poeta y novelista. En 1975 regresa a Madrid y dos años después se establece definitivamente en Sevilla.
Actualmente forma parte del Grupo de Escritores Peruanos Radicados en España, entre los que se encuentran: Fernando Iwasaki (Sevilla), Antonio Cillóniz (Ceuta), Fernando Tola de Habich, (Barcelona) y Coco (Carlos) Meneses (Mallorca).

## Obra

### Obras premiadas
- De las casas que nos poseyeron y que fuimos abandonando (1972) Mención Honrosa en la II Bienal de Poesía, Panamá.

- Versos del oriental (1982) recibe el Premio Ancentor de Asturias.

- Con la obra Gilgamesh, oh! Enkidu queda entre los cinco finalistas del premio de Novela Corta Ateneo de Valladolid.

### Trabajos de historia
- Registros de la población de Ocoña (Lima, 1965).

- Sevilla y Lima en el siglo XVI (Sevilla, 1995)
- Lirismo andalusí en la España musulmana (Sevilla, 2015)

### Publicaciones
- En un diminuto mar del infinito - Edición del autor. Madrid. 1962.
- Cuentos y Poemas - Dominical de El Comercio (Lima, 5 de julio de 1964).
- Cuentos y Poemas- Revista Cultural de El Peruano (Lima, 2 de julio de 1991).
- Poesías - A partir de 1973 publica en diversas revistas españolas como "Renacimiento" de Sevilla, "La Bolsa de Pipas" de Mallorca y "Literaducto" de Madrid.
- Cinco Poetas Antiguos Desconocidos - Poesía Selección y Notas. 2008.
- Los Alcores. Crónicas Visueñas - Ensayo  (2009).  | Editorial Digital Bubok
- Cuando yo era sordo no oía el paso del tiempo - Relatos  (2010).  | Editorial Digital Bubok
- El podador de rosas - Novela  (2010).  | Editorial Digital Bubok
- A los leyenderos de Cervantes & Cía. - Ensayo  (2010).  | Editorial Digital Bubok
- Para después de la luz (Antología de Poesía)- Selección de y Notas. Sevilla 2010.
- El Año Que Llegó Isidora - Novela. 2011.
- Sevilla y la Lima de Pizarro - Ensayo. 2011.
- Tamaral: Historia de un Fugitivo Contada por Otro - Novela. 2012.
- La venganza de Matilde Ubaldo - Relatos. 2013.
- En busca del bulevar Proust - Relatos. 2013.
- Diccionario personal de temas literarios. 2023.

### Obra narrativa
Esta se puede dividir en dos épocas bien diferenciadas.

#### Primera época
Los tres libros de relatos: Conjeturas y otras cojudeces de un sudaca (Sevilla, 1996), La lámpara de un cretino (Sevilla, 2000) y La carcajada del Diablo (Sevilla, 2001) son una trilogía satírica.
Mediante el humor y la ironía, en el primer libro critica los prejuicios culturales, la injusticia de la guerra española, las frustraciones universitarias, la actitud de determinados novelistas sudamericanos y los elementos absurdos de algunos personajes literarios como El Quijote y Don Juan.
En el segundo su sátira va dirigida más bien a la sociedad donde vivimos. Y en el tercero, la burla literaria se centra en uno mismo, en el propio hombre, física y moralmente respecto a sí mismo. 

#### Segunda época
Los libros que pertenecen a la segunda etapa son: Bulevar Proust (Sevilla, 2002), Pasajeros de otros barcos (Sevilla, 2004) y La tentación del silencio (Sevilla, 2006), sin dejar la ironía y el humor, tienen un componente más humano. Utiliza vivencias colectivas y familiares para descubrir el rasgo emotivo de las actitudes, donde los sentimientos juegan un papel importante.

#### Biblioteca Virtual de la Literatura
De Trazegnies creó en internet con la intención de difundir libremente lo que él considera buena literatura satírica: Biblioteca Virtual de la Literatura, desde el año 2000. A medida que empezó a ser conocida la amplió a otros géneros, tales como críticas literarias, una sección de cine, de arte. Además de difundir parte de lo creado por otros literatos, también se pueden encontrar biografías, cafés literarios entre otras cosas de interés.
A pesar de que De Trazegnies ha impreso, encuadernado y distribuido sus libros por sí mismo, su obra narrativa la ha colocado en su página web para que pueda ser leída gratuitamente. Actualmente "Biblioteca Virtual de la Literatura" ha superado el millón de visitas y tiene más tres millones de páginas leídas.